# Balymotikha
Balymotikha – wymarły rodzaj owadów z rzędu Miomoptera i rodziny Permosialidae, obejmujący tylko jeden znany gatunek: Balymotikha deterior.
Rodzaj i gatunek opisane zostały w 2013 roku przez Aleksandra Rasnicyna i Daniła Aristowa. Jedyna znana skamieniałość odnaleziona została na terenie obwodu włodzimierskiego w Rosji i pochodzi z piętra wiatkanu (czangsing w permie).
Owad ten miał przednie skrzydła długości około 11 mm, szerokie, szeroko przyciemnione i jasno nakrapiane, o lekko wypukłej przedniej krawędzi, a przestrzeni subkostalnej nieco węższej od kostalnej. Sektor radialny brał prawdopodobnie początek w nasadowej ćwiartce skrzydła, miał łukowaty trzon i co najmniej trzy odnogi, z których dwie początkowe odchodziły blisko siebie. Długa żyłka subkostalna sięgała daleko za drugie rozgałęzienie sektora radialnego. Żyłka medialna miała bardzo długie, a przednia kubitalna bardzo krótkie i wąskie widełki. Żyłka postkubitalna sięgała za rozwidlenia przedniej kubitalnej i sektora radialnego.